# Kurt Winter (Politiker)
Kurt Winter (* 4. Februar 1931 in Aschersleben) ist ein ehemaliger deutscher Politiker (SED). Er war Vorsitzender der Bezirksparteikontrollkommission (BPKK) Cottbus der SED.

## Leben
Winter, Sohn einer Arbeiterfamilie, besuchte die Grundschule und absolvierte eine Lehre zum Buchdrucker. Anschließend arbeitet er in diesem Beruf.
1945 trat er der KPD bei, 1946 wurde er Mitglied der SED. 1949 trat er in die Deutsche Volkspolizei (DVP). 1949/50 studierte Winter an der Politoffiziersschule in Torgau, 1955/56 an der Politoffiziersschule Berlin. Bis 1956 war er Angehöriger der DVP, der Hauptverwaltung Aufklärung sowie der Kasernierten Volkspolizei, ab 1956 der Nationalen Volksarmee, dort Major der Panzertruppen.
1958/59 war Winter Mitarbeiter der Kreisleitung Spremberg der SED, dann von 1959 bis 1961 Mitarbeiter der BPKK Cottbus. Nach einem Studium an der Parteihochschule „Karl Marx“ (1961–1964), das er als Diplom-Gesellschaftswissenschaftler abschloss, wirkte Winter von 1964 bis 1966 als Operativinstrukteur der Bezirksleitung Cottbus der SED. 1966 wurde er Mitglied der BPKK. Von September 1969 bis 1989 war Winter Vorsitzender der BPKK (Nachfolger des im August 1969 verstorbenen Heinrich Mosler), Mitglied der Bezirksleitung und seit Februar 1974 Mitglied des Sekretariats der Bezirksleitung Cottbus der SED.

## Auszeichnungen
- Vaterländischer Verdienstorden in Bronze (1973), in Silber (1978) und in Gold (1989)